# Parròquia de Bārta
La Parròquia de Bārta (en letó: Bārtas pagasts) és una unitat administrativa del municipi de Grobiņa, al sud de Letònia. Abans de la reforma territorial administrativa de l'any 2009 pertanyia al raion de Liepaja.

## Pobles, viles i assentaments
- Bārta (centre parroquial)
- Krūte
- Ķīburi
- Plosti
- Sūnuciems